# Atanycolus niteofrons
Atanycolus niteofrons är en stekelart som beskrevs av Roy D. Shenefelt 1943. Atanycolus niteofrons ingår i släktet Atanycolus och familjen bracksteklar. Inga underarter finns listade.